# Freddie Oversteegen
Freddie Nanda Dekker-Oversteegen (Schothen, 6 de septiembre de 1925 - Driehuis, 5 de septiembre de 2018) fue una comunista neerlandesa miembro de la resistencia durante la ocupación nazi de los Países Bajos durante la Segunda Guerra Mundial.

## Juventud
Freddie Oversteegen tuvo una hermana mayor, la escultora y pintora Truus Menger-Oversteegen. Ella y su familia vivían en una gabarra. Antes de la guerra, la familia Oversteegen albergaba a gente de Lituania escondida en su barco. Después del divorcio de sus padres, Oversteegen fue criada por su madre, que le enseño sus principios comunistas. Se trasladaron de la barcaza a un pequeño apartamento. La madre de Oversteegen se volvió a casar más tarde y dio a luz a su hermanastro. La familia vivía en la pobreza.

## La Segunda Guerra Mundial
Durante la Segunda Guerra Mundial, la familia Oversteegen escondió una pareja judía en su casa. Freddie Oversteegen y su hermana mayor Truus comenzaron a distribuir folletos antinazis, que atrajeron la atención del comandante del Consejo de la Resistencia de Haarlem, Frans van der Wiel. Con el permiso de su madre, las chicas se unieron al Consejo de la Resistencia, coordinando sus esfuerzos. Freddie tenía catorce años en aquel momento.
Junto a su hermana y su amiga Hannie Schaft, trabajaron para sabotear la presencia militar nazi en los Países Bajos. Utilizaron dinamita para inhabilitar los puentes y las vías del ferrocarril. Además, ayudaron los niños judíos a huir fuera del país o a escapar de los campos de concentración.
Freddie Oversteegen, su hermana y Schaft también mataron soldados alemanes, siendo Freddie la primera en hacerlo, disparando uno mientras paseaban juntas con sus bicicletas. Oversteegen se acercaba a los soldados en tabernas y bares y les pedía que «paseasen» con ella por el bosque bajo la pretensión de una «aventura romántica» y, entonces, los asesinaban.

## Después de la guerra
Oversteegen trabajaron como miembro de la junta directiva a la National Hannie Schaft Foundation, establecida por su hermana Truus. En 2014, Freddie y Truus fueron galardonadas con la Cruz de Guerra de la Mobilización (Mobilisatie-Oorlogskruis) por el primer ministro neerlandés Mark Rutte por sus actos de resistencia durante la guerra. También hay una calle que lleva su nombre en Haarlem.
Oversteegen experimentó una serie de ataques cardíacos al final de su vida. Murió el 5 de septiembre de 2018 en una residencia de ancianos en Driehuis, un día antes de cumplir los 93 años.